# Tamara Bischof
Tamara Bischof geborene Mönch (* 20. Mai 1963 in Römmelsdorf) ist eine deutsche Juristin und seit 2000 Landrätin des unterfränkischen Landkreises Kitzingen.

## Beruflicher Werdegang
Bischof war zunächst als Abteilungsleiterin im Kitzinger Landratsamt tätig.

## Politische Karriere
Bei der Landratswahl 2000 wurde sie von den Freien Wählern als Kandidatin aufgestellt und siegte überraschend gegen den von der CSU nominierten Bürgermeister Gerhard Schenkel. 2006 wurde sie – allerdings ohne Gegenkandidaten – mit 97 Prozent der Stimmen im Amt bestätigt. 2012 wurde sie mit 85,7 Prozent der Stimmen gegen einen Bewerber für eine dritte Amtszeit gewählt. Bei der Kommunalwahl 2020 siegte sie zum 4. Mal mit 74 % der Stimmen gegen den CSU-Kandidaten Timo Markert.
Seit dem 16. Oktober 2003 ist sie zudem Mitglied im Bezirkstag von Unterfranken und gehört im Rahmen der Ausschussgemeinschaft der Freien Wähler und Bündnis 90/Die Grünen dem Bezirksausschuss, dem
Kulturausschuss sowie dem Planungs- und Koordinierungsausschuss an. Seit 2014 ist sie Dritte Vizepräsidentin des Bayerischen Landkreistages.
Vom 1. Juli 2016 bis 30. Juni 2017 war Bischof Verbandsvorsitzende des Zweckverbands Bayerische Landschulheime.

## Auszeichnungen
- Bayerischer Verdienstorden: 2022[1]